# Запис Миленковића дуд (Сикирица)
Запис Миленковића дуд (Сикирица) се налази на парцели чији је власник Миленковић Живорад.

## Локација
| Општина             | Параћин                                                                     |
| Катастарска општина | Сикирица                                                                    |
| Потес               | Јошје                                                                       |
| Координате          | 43° 46′ 35″ С; 21° 25′ 10″ И / 43.776299999999999° С; 21.419499999999999° И |
| Надморска висина    | 132m                                                                        |

## Карактеристике
Дендрометријске вредности утврђене на терену и сателитским снимцима:
| Стабло                     | Дуд |
| Висина стабла              | m   |
| Обим дебла                 | m   |
| Пречник крошње             | 7m  |
| Пречник дебла              | m   |
| Висина дебла до прве гране | m   |

## База записа
Запис је у оквиру Викимедија пројекта "Запис - Свето дрво" заведен под редним бројем 0700.